# 中国の夢
中国の夢（ちゅうごくのゆめ、簡体字: 中国梦、繁体字: 中國夢、拼音: Zhōngguó mèng）とは、元人民解放軍の大佐（准将）の劉明福がアメリカンドリームに対抗するものとして提唱したイデオロギー。中国共産党の習近平総書記が採用した。2010年に劉明福が同題のタイトルの書籍を出版し内外に知られるように成った。
中国共産党はナショナリズムの高揚とアメリカ合衆国を仮想敵国とする根拠としてこのスローガンを多用しており、米国では警戒されている。

## 定義
「中国の夢」は「軍事力の米国との対等化」「中華民族の偉大なる復興」と「一帯一路」、３つの要素から構成されている。かつて東は中国から西はローマ帝国に及ぶ広大なシルクロードを勢力下に置き、鄭和の艦隊がアフリカの角にまで進出して文化や経済と科学技術をリードした中国の栄光を取り戻す」という意が込められている。
提唱者の1人である劉明福によると、中国の軍事力をアメリカ軍と対等化させて地政学的に有利な環境を作り出す事だとしている。

## 中国共産党による公式的な解釈
中国最高指導者や中国共産党総書記の立場である習近平が採用した中華人民共和国の思想であり、中国共産党第十八回全国代表大会以来、第5世代中央指導グループの執政理念でもある。
2012年11月15日、習近平は中国共産党中央委員会総書記に選出された半月後、11月29日に中国国家博物館の『復興の道』展を視察した際に、以下の発言を行った。
2013年3月14日、習近平は国家主席に選出された後、3月17日の第12期全国人民代表大会第一回会議の閉幕式で以下演説を行った。
2013年6月8日，習近平国家主席（総書記）は当時のオバマ米国大統領に以下どおり説明した。
2017年10月、中国共産党第十九回全国代表大会でマルクス・レーニン主義、毛沢東思想、鄧小平理論、三つの代表、科学的発展観などのように「中国の夢」は党規約に盛り込まれた。

### 諸外国の反応
2017年12月15日に大韓民国の文在寅大統領は韓国の国家元首として中国の北京大学で行った演説にて、「私は習近平主席から中国の度量の大きい夢を見た」、「法と徳を前面に出して包容するのは中国を大国らしくする基礎」、「韓国も小さい国だが、責任ある中堅国家として中国の夢に共にするだろう」と中国の夢への賛同演説を行った。 中央日報は中国が北朝鮮と共に韓国を滅亡させようとした朝鮮戦争を起こした歴史を忘却して賛美し、韓国が中国の夢に賛同する根拠が不明で事大主義な演説を行ったと批判した。
朝鮮日報は相手国を「大国」、自国を「小さな国」としてついて行くと表現した大韓民国大統領は初だとして、同じ表現をアメリカや日本相手に使用したら、韓国国内から「屈辱外交だ」と非難やデモが起こるだろうと指摘した。韓国人記者集団リンチ事件や文大統領による公式訪中で10回中2回も一人飯させられるなど、韓国は中国に冷遇を受けた。また、「朝鮮」という国名は明の太祖が選んだ名前で、その太祖は李成桂権知高麗国事(李氏朝鮮初代国王)が送った使臣を「面前に座る姿勢が悪い」として半殺しにして送り返した歴史がある。このように朝鮮の使臣を半殺しにされても声も上げられない明への絶対服従の時代を「両国が共に絢爛たる文化を開花させた時期」と演説で述べたことも批判されている。
2018年3月25日に朝鮮民主主義人民共和国の金正恩委員長は最高指導者就任後の初外遊で訪中して北京の人民大会堂で行った演説にて、「中国の国際的権威が日ごとに高まっていくことを自分のことのように嬉しく思う。中華の偉大な復興を成し遂げることを心から祈る」と述べたと朝鮮中央通信は報じた。同年6月19日に再び訪中した際は「習近平同志と中国共産党の指導があるので中国人民は遠くない未来に中華の偉大な復興という中国の夢を必ず実現することになる」と北京の人民大会堂で演説したと朝鮮中央通信は報じた。同年10月1日には国慶節にあわせて「中華民族の偉大な復興という中国の夢を実現するための戦いで驚くべき成果を収めていることは自分のことのように嬉しい」と祝電をおくった。

## 書籍『中国夢』
中国人民解放軍国防大学教授の劉明福により2010年にアメリカン・ドリーム（簡体字: 美国梦、繁体字中国語: 美國夢）をもじって出版された書籍「中国夢」が同題をもつ。書籍『中国夢』は、中国人民解放軍国防大学教授（当時）の劉明福（Liu Mingfu）により2010年に出版された。同書は21世紀において中国が「世界ナンバーワンの強国になること」を構想し、目的達成のために中国が取るべき手段や戦略について描いている。
本書をマイケル・ピルズベリー（Michael Pillsbury）が著書『100年マラソン The Hundred-Year Marathon（邦題：China 2049）』の中で取り上げ、『中国夢』中国語原書において著者の劉が「アメリカ合衆国の弱みを研究し、中華人民共和国のプランに西洋が気がついたら、すぐに打倒できるよう準備しておくことが重要とほのめかしている」と述べていること、また劉が「100年マラソン」という表現を用いてその夢の実現には、中華人民共和国成立年の1949年から100年かかるとしたことを指摘している。